# Нападение (фильм, 1962)
Нападение (нидерл. De overval, англ. The Silent Raid) — чёрно-белый фильм 1962 года режиссёра Пол Рота о Движении Сопротивления в Голландии во время Второй мировой войны.

## Сюжет
Фильм рассказывает о реальных событиях 1944 года. Член Сопротивления Баккер сослан гестаповцами в лагерь в Леувардене. Его соратники на свободе готовят массовое нападение и побег.

## Оценки критиков
- „Фильм встретил почти единодушное одобрение голландской прессы и стал большим коммерческим успехом в стране... Для голландцев, переживших эти события, он стал первым голландским фильмом на голландском языке с голландским актёрами и сценарием.“[1]
- Дейрдре Н. Макклоски отмечает, что сцены обсуждения нападения слишком длинны и невозможны для приключенческого американского фильма.[2]